# Großsteingräber bei Klein Gottschow
Die Großsteingräber bei Klein Gottschow waren zwei megalithische Grabanlagen der Jungsteinzeit bei Klein Gottschow, einem Ortsteil von Groß Pankow (Prignitz) im Landkreis Prignitz (Brandenburg). Leopold von Ledebur erwähnt, dass südlich von Klein Gottschow, links des Wegs nach Groß Gottschow, unweit des Jeetzbachs zwei „Hünengräber“ lagen, die um oder vor 1844 zur Gewinnung von Baumaterial für den Straßenbau zerstört wurden. Über Maße, Ausrichtung und Typ der Anlagen liegen keine Informationen vor. Die Gräber wurden zwar durchsucht, jedoch ist über Funde nichts bekannt.